# Don Dee
Donald Francis "Don" Dee, född 9 augusti 1943 i Booneville i Maryland, död 26 november 2014 i North Kansas City, var en amerikansk basketspelare.
Dee blev olympisk mästare i basket vid sommarspelen 1968 i Mexico City.